# حسين رشيد خريس
حسين رشيد خريس (1931 - 19 أغسطس 2011) شاعر أردني.
ولد في مدينة إربد. أنهى دراسته الإعدادية ومعظم الثانوية بمدارس إربد والسلط وحصل على الثانوية العامة من مدرسة الخديوية بالقاهرة، حصل على الدكتوراه في الآداب من جامعة عين شمس في القاهرة. عمل بالتدريس سنة بالقاهرة، ثم التحق بجامعة الدول العربية وتدرج في وظائفها حتى وصل إلى درجة مستشار أول. كتب قصيدة التفعيلة في مطلع الخمسينيات 1952 وله دواوين شعرية عديدة وملحمات ومؤلفات. توفي في مسقط رأسه.

## سيرته
وُلد حسين رشيد خريس سنة 1931م/1350 هـ في إربد، ونشأ بها وفيها تلقى تعليمه الابتدائي والإعدادي، ثم درس المرحلة الثانوية في السلط وأنهى الثانوية العامة في المدرسة الخديوية بمصر. درس الآداب في جامعة القاهرة فحصل منها على شهادة الليسانس، ثم شهادة الماجستير سنة 1969، ثم حصل على شهادة الدكتوراه في الآداب من جامعة عين شمس في مصر.

عمل مدرّساً في القاهرة لسنة واحدة، ثم مسؤولاً في الدائرة الثقافية بالجامعة العربية في القاهرة وتونس لأكثر من ثلاثين سنة حتى تقاعدَ برتبة مستشار أوّل، قبل أن يعود للاستقرار في الأردن. شارك في كثير من المؤتمرات السياسية والعلمية والثقافية التي انعقدت في بلدان العالم العربي وخارجه، ومثل الجامعة العربية في مؤتمرات ومهرجانات عدة

توفِّي يوم 19 أغسطس 2011 / 20 رمضان 1432 هـ في إربد.

## مؤلفاته
من دواوينه الشعرية:
- حكاية وجدان، 1973
- سفر الخروج، 1975
- ذكريات العهود الجميلة، 1992
- المهرجان، 1995
- على وتر الأشواق، 2002
- لمصر أغنّي، 1997

من قصائده الطويلة:
- الضحايا فوق سيناء، 1973
- رسالة إلى ليلى المريضة في العراق، 1992

من ملحماته الشعرية:
- كفر السدّ: من ملحمة صمود شعب الأردن في وجه العدوان، 1972
- إربد مدينتي الجميلة، : غنائية شعرية في حب الوطن، 1996

من كتبه:
- حركة الشعر العباسيّ في مجالَي التقليد والتجديد بين أبي نواس ومعاصريه، مجلدان، 1994
- الأعمال الشعرية الكاملة، جزءان، 2007
- متفرقات أدبية ودراسات ثقافية، 2012

## وصلات خارجية
- في موقع أرشيف المجلات